# Jacques Charland
Jacques „Tico“ Charland (* 21. Juli 1930 in Trois-Rivières, Québec; † 12. Oktober 2013 ebenda) war ein kanadischer Skispringer und Skisprungtrainer.
Charland gab sein internationales Debüt bei den Olympischen Winterspielen 1952 in Oslo. Dort erreichte er mit Sprüngen auf 62,5 und 61 Meter den 25. Platz von der Normalschanze. Am 1. Januar 1956 sprang er in Garmisch-Partenkirchen erstmals ein Springen im Rahmen der Vierschanzentournee und sprang dabei auf den 17. Platz. Sechs Wochen später bei den Olympischen Winterspielen 1956 in Cortina d’Ampezzo sprang er erneut im Wettbewerb von der Normalschanze und erreichte dabei den 27. Platz. Zur Vierschanzentournee 1956/57 trat er nicht an, stand aber zur Vierschanzentournee 1957/58 wieder im kanadischen Kader. Nach einem 24. Platz in Oberstdorf sprang er in Garmisch erneut auf den 17. Platz. In Innsbruck und Bischofshofen konnte er keine vorderen Platzierungen erreichen und sprang nur auf die Plätze 47 und 31. Zur Vierschanzentournee 1959/60 konnte er seine Leistungen deutlich steigern und sprang nach einem 20. Platz in Oberstdorf in Garmisch-Partenkirchen mit dem neunten Platz erstmals unter die besten zehn. Nach einem 38. Platz in Innsbruck erreichte er sogar den sechsten Platz in Bischofshofen. Am Ende belegte er so den 16. Platz in der Tournee-Gesamtwertung. Bei den Olympischen Winterspielen 1960 in Squaw Valley erreichte er mit Sprüngen auf 76,5 und 73,5 Meter noch einmal Platz 33 im Springen von der Normalschanze. Es war sein letztes internationales Turnier. Obwohl er sich sportlich für die Olympischen Winterspiele 1964 qualifiziert hatte, fehlten ihm die finanziellen Mittel zur Anreise nach Innsbruck. Gegen seine Teilnahme an den Olympischen Winterspielen 1968 hatte man sich aus Altersgründen ausgesprochen.
Von 1969 bis 1970 war Charland Nationaltrainer der kanadischen Skispringer. 1990 wurde er in die Ruhmeshalle des kanadischen Skisports aufgenommen. Jacques Charland verstarb im Oktober 2013 in seiner Heimatstadt Trois-Rivières.